# Pretty Little Baby
Pretty Little Baby ist ein Popsong der US-amerikanischen Sängerin Connie Francis aus dem Jahre 1962. Das ursprünglich als B-Seite veröffentlichte Lied erlangte 2025 durch virale Verbreitung in sozialen Netzwerken weltweite Bekanntheit. Es ist nicht zu verwechseln mit dem gleichnamigen Lied von Marvin Gaye aus dem Jahr 1965.

## Entstehung und Veröffentlichung
Das Lied wurde 1961 von den Songwritern Don Stirling und Bill Nauman geschrieben und von Connie Francis aufgenommen. Es erschien erstmals 1962 als B-Seite der Single I’m Gonna Be Warm This Winter unter dem Label MGM Records. Ein Jahr später wurde es im Album Connie Francis Sings "Second Hand Love" & Other Hits veröffentlicht.

## Wiederentdeckung und viraler Erfolg
Mehr als sechs Jahrzehnte nach seiner ursprünglichen Veröffentlichung erlebte Pretty Little Baby eine überraschende Renaissance. Im Frühjahr 2025 verbreitete sich das Lied viral auf der Plattform TikTok, insbesondere durch die Verwendung in Clips mit Tieraufnahmen, Modevideos und nostalgischen Montagen.
Innerhalb weniger Wochen stiegen die Streamingzahlen exponentiell von etwa 17.000 Streams wöchentlich auf über 2,4 Millionen in den Vereinigten Staaten von Amerika an. Auf Spotify erreichte das Lied im Juni 2025 Platz 67 der globalen Charts.

## Rezeption
Francis selbst zeigte sich überrascht über den späten Erfolg und gab an, sich zunächst gar nicht an das Lied erinnern zu können. Die mediale Aufmerksamkeit führte zu zahlreichen Neuveröffentlichungen, unter anderem auf Schallplatte und in Remaster-Formaten. Das Lied wurde von mehreren prominenten Persönlichkeiten in sozialen Medien verwendet, darunter Kylie Jenner und Kim Kardashian.